# Tigerdrottningen
Tigerdrottningen är det elfte studioalbumet av den svenska rockgruppen Kent, utgivet den 30 april 2014 på Universal Music Group. Albumet spelades in vid Conway Studios i Los Angeles i december 2013. Första singeln från albumet, låten La belle epoque, släpptes 12 mars.
Den 6 maj 2014 meddelade bandet via Twitter att Tigerdrottningen har sålt guld. Två veckor senare släpptes musikvideon till "Var är vi nu?" på Youtube. "Var är vi nu?" blev även albumets andra singel och släpptes på limiterad vinyl 25 juli.

## Låtlista
Text: Joakim Berg. Musik: Joakim Berg, förutom spår 11 av Joakim Berg/Martin Sköld.
1. "Mirage" – 5:35
2. "Var är vi nu?" – 4:20
3. "Skogarna" – 3:51
4. "La belle epoque" – 3:58
5. "Svart snö" – 4:09
6. "Allt har sin tid" – 5:13
7. "Innan himlen faller ner" – 3:53
8. "Din enda vän" – 4:20
9. "Godhet" (med Beatrice Eli) – 4:23
10. "Simmaren" –3:56
11. "Den andra sidan" – 5:04

## Listplaceringar
| Lista (2014)                        | Högsta placering |
| ----------------------------------- | ---------------- |
| Danmark (Trackslisten)              | 3                |
| Finland (Finlands officiella lista) | 6                |
| Norge (VG-lista)                    | 1                |
| Sverige (Sverigetopplistan)         | 1                |